# 1-(4-氟苯基)-2-(N-吡咯烷基)-1-戊酮
1-(4-氟苯基)-2-(N-吡咯烷基)-1-戊酮（O-2370、FPVP或4-F-α-PVP）是一种卡西酮类的兴奋剂，作为策划药被报道。它在中国、匈牙利和日本受到管制。

## 反应
它可以发生羟基化反应，得到1-(4-氟苯基)-2-(2-羟基-N-吡咯烷基)-1-戊酮。